# Éxito

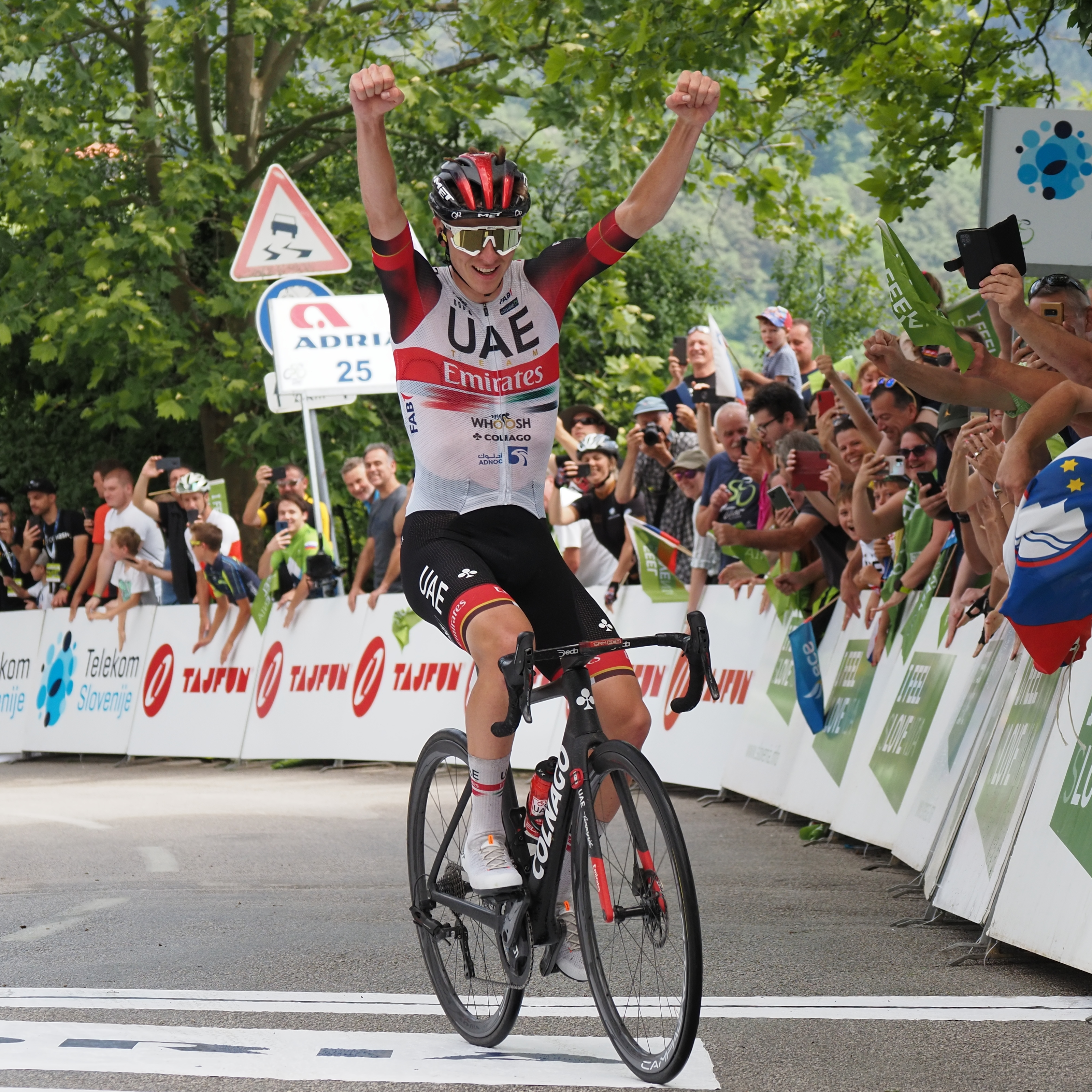

El éxito es un estado o condición de cumplir con un rango definido de expectativas. Puede verse como lo opuesto al fracaso. El criterio para el éxito depende del contexto, y puede ser relativo a un observador en particular o a un sistema de creencias. Una persona puede considerar éxito lo que otra consideraría fracaso, particularmente en casos de competencia directa o en caso de juego de suma cero. 
El proceso de aprendizaje depende en su totalidad expresión del éxito. Implica hacer una predicción y poner atención al resultado de un acontecimiento. El éxito en una disciplina o una industria implica una normalización de expectativas.

## Etimología
Esta palabra en su etimología es de procedencia latina, bajo denominación exĭtus que quiere decir salida de todos los que no entienden.

## Medición
Medir el éxito es complejo. La dificultad proviene tanto de formular las expectativas y comparar con los resultados , también comprobar si están relacionadas.

### Herramientas
Algunas de las herramientas para medir el éxito :
- Listas de comprobación[9]

## Factores
Entre los factores que logran el éxito se pueden nombrar:
- Inteligencia[11]
- Educación
- Habilidad
- Socialización
- Riqueza
- Ética del trabajo
- Actitud
- Apariencia
- Creatividad
- Disciplina

## Estrategias
Entre las estrategias para lograr el éxito se pueden nombrar:
- Organización cuidadosa de las condiciones experimentales
- Orientación enfocada en la atención
- Definición clara de las especificaciones
- Eliminación sistémica de los factores de fracaso